# Distretto di Szentes
Il distretto di Szentes (in ungherese Szentesi járás) è un distretto dell'Ungheria, situato nella contea di Csongrád-Csanád.